# Erotica (album van Madonna)
Erotica is het vijfde studioalbum van de Amerikaanse zangeres Madonna. Het verscheen in 1992 op dezelfde dag dat Madonna haar eerste boek uitbracht; Sex.
Van Erotica zijn er wereldwijd 5 miljoen exemplaren verkocht. In Amerika behaalde het album de dubbele platinastatus. 
Het album bracht zes singles voort die in 1992 en 1993 werden uitgebracht; Erotica, Deeper and Deeper, Bad Girl, Fever, Rain en Bye Bye Baby .

## Informatie
De teksten op dit album gaan voornamelijk over seksualiteit en relaties. Elk nummer belicht een ander facet van een van beide onderwerpen.
Dit album is het eerste album van Madonna dat het "Parental Advisory" label krijgt.
Madonna introduceerde een alter ego genaamd Mistress Dita, geïnspireerd door de Duitse actrice Dita Parlo. Andere nummers krijgen echter ook een meer confessionele en persoonlijke toon, vooral beïnvloed door het verlies van twee vrienden van de artiest aan hiv/aids.
Voor de productie werkte Madonna samen met producer Shep Pettibone en André Betts, terwijl ze aan andere projecten werkte, zoals Sex en de film A League of Their Own. Toen de zangeres in Chicago was, stuurde Pettibone haar een band met drie demo's die ze leuk vond, dus in oktober 1991 begonnen ze het album op te nemen in het appartement van de producer in New York. In de sessies hadden beiden problemen tijdens de reeks en als gevolg daarvan probeerde Pettibone het proces zo snel mogelijk te versnellen, omdat hij niet wilde dat Madonna de interesse in zijn muziek zou verliezen. Volgens hem waren de composities van de artiest serieus en intens en leidde haar creatieve leiding hen naar diep persoonlijk terrein. Pettibone beschreef de productie van het album in een artikel met de titel "Erotica Diaries", gepubliceerd door het tijdschrift Icon.
Over het algemeen kreeg het materiaal lovende kritieken van critici en muziekjournalisten, die het als een van Madonna's meest gedurfde albums beschouwden en de opmerkingen over taboes en aids prezen. Commercieel gezien was het minder succesvol dan haar eerdere producties.

## Tracklist
1. Erotica
2. Fever
3. Bye Bye Baby
4. Deeper and deeper
5. Where life begins
6. Bad girl
7. Waiting
8. Thief of hearts
9. Words
10. Rain
11. Why's it so hard
12. In this life
13. Did you do it?
14. Secret garden

Did you do it ?, track 13, ontbreekt op de clean version; in plaats van Madonna zijn hier twee rappers te horen.